# Lycée Colbert (Reims)
Pour les articles homonymes, voir Lycée Colbert.
Situé à Reims, en plein cœur du quartier d'Orgeval (un quartier au nord de Reims), le lycée Colbert accueille environ 620 élèves, dont 80 % d'origine rurale. Le lycée Colbert fait partie de la cité scolaire Colbert, qui comprend aussi un collège. Le nom de l'établissement provient de Jean-Baptiste Colbert de Seignelay (1651-1690), ministre du Roi Louis XIV et fils de Colbert, né à Reims.

## Historique
L'établissement a été créé en 1962. ce fut d'abord un collège, puis complété par un internat pour enfant de bateliers. En 1987, conjointement à la disparition de l'internat,  un bâtiment devient une annexe du lycée Jean-Jaurès. Il devient quelques années plus tard, le lycée Colbert implanté sur une cité scolaire du même nom.
En septembre 2002, le lycée est le cadre de l'installation d'une station sismique dans le cadre du projet « Sismo des écoles ».

## Classement du lycée
En 2015, le lycée se classe  13e sur 20 au niveau départemental quant à la qualité d'enseignement, et 1715e au niveau national. Le classement s'établit sur trois critères : le taux de réussite au bac, la proportion d'élèves de première qui obtient le baccalauréat en ayant fait les deux dernières années de leur scolarité dans l'établissement, et la valeur ajoutée (calculée à partir de l'origine sociale des élèves, de leur âge et de leurs résultats au diplôme national du brevet).

## Les options
Les options proposées aux élèves sont :
- Anglais LV1 & LV2, approfondie et section européenne anglais
- Allemand LV1 & LV2 et section européenne allemand
- Espagnol LV2
- Italien LV3
- LCA Latin et Grec
- Arts plastiques
- SES (Sciences économiques et sociales)
- MPI (Mesures physiques et informatiques)
- ICN (Informatique et Création du numérique)

Il y a aussi une section sportive, avec options football et volley-ball. La plupart des élèves qui sont en section sportive sont internes.

## Collège Colbert
Le groupe est en fait une cité scolaire (ou Campus) avec un collège et un lycée. Le collège comporte 3 étages :
- 1er étage : salles de français, mathématiques et une salle de latin + 2 salles informatiques + 2 salles de réunion
- 2e étage : Salles de langues vivantes (anglais LV1 et LV2, allemand LV1 et LV2 et espagnol LV2) et histoire/géographie.
- 3e étage : autres matières : Sciences de la Vie et de la Terre, Physique-Chimie, Technologie, Arts Plastiques et Musique + 4 laboratoires.

Certaines salles disposent de vidéoprojecteurs pour faciliter les cours.
Options au collège :
latin (5e, 4e et 3e)
allemand, espagnol
Section football et section athlétisme
Un parcours instrumental et vocal en partenariat avec le conservatoire à rayonnement régional
Une option Arts Plastiques
Une Unité Locale d'inclusion Scolaire
Une Unité Pédagogique pour les Élevés Allophones Arrivants.

## Autres endroits du Campus Colbert
Le Campus Colbert dispose d'un gymnase, d'une salle de musculation, de 2 terrains de handball et 2 terrains de basket et une piste de 250 m tout autour. Pour certains sports, les activités se déroulent au stade Georges-Hébert situé non loin du Campus.
Le campus est implanté au cœur d'un parc paysagé verdoyant, fleuri et agrémenté d'œuvres d'art. Il dispose aussi d'une mare pédagogique.

## Les séries de première et de terminale
Les filières que l'on peut choisir en première sont les suivantes :
- Filière S (Scientifique)
- Filière ES (Economique et social)
- Filière L (Littéraire)
- Filière STMG

## L'enseignement supérieur
- Brevet de techniciens supérieurs Négociation Relation Clientèle (en initiale)
- Brevet de techniciens supérieurs Management des Unités Commerciales (en initiale)
- Une CPES-CAAP,  Classe Préparatoire aux Etudes Supérieurs en Arts Plastiques

## La station sismique
Le lycée est équipé d'une station sismique depuis septembre 2002. Le sismographe a déjà permis d'enregistrer 6 séismes (2 au Japon, 1 en Iran, 1 au Pakistan, 1 aux Iles Nicobar et 1 à Tarapaca.
On peut trouver, sur le site du sismographe, l'enregistrement des tremblements de terre.

## Élèves célèbres
- Robert Pirès